# Oxira axiologa
Oxira axiologa là một loài bướm đêm trong họ Noctuidae.